# 菊竹桃香
菊竹 桃香（きくたけ ももか、1996年3月3日 - ）は、日本のアナウンサー。愛称は「お菊」。東京都足立区出身。ホリプロ アナウンス室所属。日本女子大学理学部物質生物科学科卒業。

## 略歴
- 2019年4月 - 福島中央テレビに契約社員アナウンサーとして入社[4]。
- 2021年5月18日 - 結婚[5]。
- 2022年3月31日 - 福島中央テレビを退職[3]。
- 2022年4月1日 - フリーランス。
- 2022年7月1日 - ホリプロ アナウンス室所属[6]。

## 出演番組
出典:
- ふくしま未来ストーリー
- ゴジてれChu!（2019年 - 2022年3月15日） - リポーター

### フリー
- ボートレースウィークリー(JLC公式YouTube、BOATCAST 2022年10月3日-)[7][8][9][10]
- SASUKE40回記念大会「予選会」リポーター[11]
- 情報番組 マチコミ みらいウォッチ+リポーター (テレ玉、2022年10月19日、10月24日、2023年1月11日)